# 洛倫佐·贊布拉諾·特雷維諾
洛倫佐·霍米斯達斯·贊布拉諾·特雷維諾（西班牙語：Lorenzo Hormisdas Zambrano Treviño，1944年3月27日—2014年5月12日）是墨西哥商人和慈善家。 他接管了由他的祖父創立的區域水泥公司西麥斯，並在他去世時將其轉變為世界上最大的水泥生產商之一。贊布拉諾還資助了拉丁美洲的多項文化倡議，並於1997年至2012年擔任該地區最大的私立大學之一蒙特雷科技大學的董事會主席。他還共同擁有一家重要的墨西哥電信公司Axtel。

## 外部連結
- 维基共享资源上的相關多媒體資源：洛倫佐·贊布拉諾·特雷維諾